# Dolichopeza (Mitopeza) cuneiformis
Dolichopeza (Mitopeza) cuneiformis is een tweevleugelige uit de familie langpootmuggen (Tipulidae). De soort komt voor in het Oriëntaals gebied.